# Ehrenfestovy teorémy
Ehrenfestovy teorémy (též Ehrenfestovy rovnice) určují vztah mezi časovou derivací střední hodnoty kvantově-mechanického operátoru a komutátorem tohoto operátoru s hamiltoniánem daného systému. Obecné vyjádření má tvar
{\displaystyle {\frac {\mathrm {d} }{\mathrm {d} t}}\langle {\hat {A}}\rangle ={\frac {1}{\mathrm {i} \hbar }}\left\langle \left[{\hat {A}},{\hat {H}}\right]\right\rangle +\left\langle {\frac {\partial {\hat {A}}}{\partial t}}\right\rangle },
kde {\displaystyle {\hat {A}}} je nějaký kvantově-mechanický operátor a {\displaystyle \langle {\hat {A}}\rangle } je jeho střední hodnota. Tvrzení je pojmenováno po Paulu Ehrenfestovi.
Ehrenfestovy teorémy mají úzký vztah k Liouvillově větě v Hamiltonovské formulaci mechaniky, kde se místo komutátoru vyskytuje Poissonova závorka.

## Odvození
Uvažujme systém, který se nachází v kvantovém stavu {\displaystyle \Phi }. Pro časovou derivaci střední hodnoty operátoru {\displaystyle {\hat {A}}} platí
{\displaystyle {\frac {\mathrm {d} }{\mathrm {d} t}}\langle {\hat {A}}\rangle ={\frac {\mathrm {d} }{\mathrm {d} t}}\int \Phi ^{\star }{\hat {A}}\Phi ~\mathrm {d} x^{3}=\int \left({\frac {\partial \Phi ^{\star }}{\partial t}}\right){\hat {A}}\Phi ~\mathrm {d} x^{3}+\int \Phi ^{\star }\left({\frac {\partial {\hat {A}}}{\partial t}}\right)\Phi ~\mathrm {d} x^{3}+\int \Phi ^{\star }{\hat {A}}\left({\frac {\partial \Phi }{\partial t}}\right)~\mathrm {d} x^{3}=}
{\displaystyle =\int \left({\frac {\partial \Phi ^{\star }}{\partial t}}\right){\hat {A}}\Phi ~\mathrm {d} x^{3}+\left\langle {\frac {\partial {\hat {A}}}{\partial t}}\right\rangle +\int \Phi ^{\star }{\hat {A}}\left({\frac {\partial \Phi }{\partial t}}\right)~\mathrm {d} x^{3}},
přičemž se integruje přes celý prostor. V mnoha případech (ale ne vždy) je operátor {\displaystyle {\hat {A}}} časově nezávislý, takže jeho derivace je nulová. V takovém případě je možné zanedbat člen {\displaystyle \left\langle {\frac {\partial {\hat {A}}}{\partial t}}\right\rangle }.
Pomocí Schrödingerovy rovnice lze zjistit, že
{\displaystyle {\frac {\partial \Phi }{\partial t}}={\frac {1}{\mathrm {i} \hbar }}{\hat {H}}\Phi }
a také
{\displaystyle {\frac {\partial \Phi ^{\star }}{\partial t}}={\frac {-1}{\mathrm {i} \hbar }}\Phi ^{\star }{\hat {H}}^{\star }={\frac {-1}{\mathrm {i} \hbar }}\Phi ^{\star }{\hat {H}}}
Vzhledem k tomu, že hamiltonián je hermiteovský operátor, bude platit {\displaystyle {\hat {H}}={\hat {H}}^{\star }}. Dosazením do předchozí rovnice dostaneme
{\displaystyle {\frac {\mathrm {d} }{\mathrm {d} t}}\langle {\hat {A}}\rangle ={\frac {1}{\mathrm {i} \hbar }}\int \Phi ^{\star }({\hat {A}}{\hat {H}}-{\hat {H}}{\hat {A}})\Phi ~\mathrm {d} x^{3}+\left\langle {\frac {\partial {\hat {A}}}{\partial t}}\right\rangle ={\frac {1}{\mathrm {i} \hbar }}\left\langle \left[{\hat {A}},{\hat {H}}\right]\right\rangle +\left\langle {\frac {\partial {\hat {A}}}{\partial t}}\right\rangle }

## Příklad
Pro hmotnou částici v potenciálním poli lze hamiltonián zapsat jako
{\displaystyle {\hat {H}}(x,p,t)={\frac {p^{2}}{2m}}+V(x,t)},
kde x je poloha částice. Předpokládejme, že chceme znát okamžitou změnu hybnosti p. Z Ehrenfestova teorému dostaneme
{\displaystyle {\frac {\mathrm {d} }{\mathrm {d} t}}\langle {\hat {p}}\rangle ={\frac {1}{\mathrm {i} \hbar }}\left\langle \left[{\hat {p}},{\hat {H}}\right]\right\rangle +\left\langle {\frac {\partial {\hat {p}}}{\partial t}}\right\rangle ={\frac {1}{\mathrm {i} \hbar }}\langle \left[{\hat {p}},V(x,t)\right]\rangle },
kde bylo využito toho, že p komutuje samo se sebou a v souřadnicové reprezentaci lze operátor hybnosti vyjádřit jako {\displaystyle {\hat {p}}=-\mathrm {i} \hbar \nabla }, z čehož plyne {\displaystyle {\frac {\partial {\hat {p}}}{\partial t}}=0}. Tedy
{\displaystyle {\frac {\mathrm {d} }{\mathrm {d} t}}\langle {\hat {p}}\rangle =\int \Phi ^{\star }V(x,t)\nabla \Phi ~\mathrm {d} x^{3}-\int \Phi ^{\star }\nabla (V(x,t)\Phi )~\mathrm {d} x^{3}}
Pomocí pravidla o derivaci součinu dostaneme
{\displaystyle {\frac {\mathrm {d} }{\mathrm {d} t}}\langle {\hat {p}}\rangle =\langle -\nabla V(x,t)\rangle =\langle {\hat {F}}\rangle }.
Tento výraz má tvar druhého Newtonova zákona. Operátor {\displaystyle {\hat {F}}} lze pak chápat jako operátor síly.
Jedná se o příklad principu korespondence.
Jiným příkladem je vztah mezi změnou polohy a hybností, který lze vyjádřit jako
{\displaystyle {\frac {\mathrm {d} }{\mathrm {d} t}}\left\langle {\hat {x}}\right\rangle =\left\langle {\frac {\mathrm {d} {\hat {x}}}{\mathrm {d} t}}\right\rangle ={\frac {\left\langle {\hat {p}}\right\rangle }{m}}},
kde {\displaystyle m} je hmotnost částice.